# Most čez Mesinski preliv
Most čez Mesinski preliv (italijansko Ponte sullo stretto di Messina) je že dolgo časa predlagani viseči most čez Mesinski preliv, ki bi povezoval kopensko Italijo z otokom Sicilija. V primeru izgradnje, bi bil z razponom 3300 metrov (med stebri), najdaljši viseči most na svetu. Cena izgradnje je ocenjena na okrog 6,1 milijarde evrov. Italijanski premier Silvio Berlusconi je bil podpornik projekta. Sicer so zadnji predlog preklicali februarja leta 2013, vendar to ne pomeni popolne zaustavitve.